# Michael Jackson: The Ultimate Collection
Albums de Michael Jackson
Number Ones
(2003) The Essential Michael Jackson
(2005)
The Ultimate Collection est un coffret en édition limitée de Michael Jackson, sorti en 2004, comprenant quatre CD et un DVD.
Ce coffret est une compilation de titres de la carrière du chanteur, allant de la période Jackson Five (fin des années 1960) jusqu'à Invincible (2001), le dernier album solo de Michael Jackson. 

## Présentation
En plus de quelques titres en version longue et de démos ou versions non-finalisées de titres connus, The Ultimate Collection contient neuf titres inédits : Sunset Driver, Scared of the Moon, Cheater, Monkey Business, Fall Again, In The Back, Beautiful Girl, We've Had Enough et The Way You Love Me.
Le DVD, intitulé Live in Bucharest: The Dangerous Tour, est un concert issu du Dangerous World Tour enregistré en 1992 à Bucarest (Roumanie).
Le coffret dispose également d'un livret de 60 pages qui contient des photos et un texte du critique musical américain Nelson George (en) résumant la carrière de l'artiste. 
La version européenne du coffret est de couleur noire alors que la version américaine est de couleur blanche.

## Réception

### Réception commerciale
Aux États-Unis, le coffret s'est vendu à 57 000 exemplaires en 2004. Le 16 mai 2013, il a été certifié platine dans la catégorie coffret multi-disques par la RIAA pour 1 000 000 exemplaires vendus.

## Liste des titres

### Disque 1
1. I Want You Back
2. ABC
3. I'll Be There
4. Got To Be There
5. I Wanna Be Where You Are
6. Ben
7. Dancing Machine (version single)
8. Enjoy Yourself (version alternative plus longue)
9. Ease on Down the Road (chanson en duo avec Diana Ross, extraite du film The Wiz)
10. You Can't Win (titre extrait du film The Wiz)[4]
11. Shake a Body (early demo)
12. Shake Your Body (Down to the Ground) (version single)
13. Don't Stop 'Til You Get Enough
14. Rock With You
15. Off The Wall
16. She's Out of My Life
17. Sunset Driver (titre issu des sessions d'enregistrement de Off The Wall et Thriller)
18. Lovely One
19. This Place Hotel

### Disque 2
1. Wanna Be Startin' Somethin'
2. The Girl Is Mine (en duo avec Paul McCartney)
3. Thriller
4. Beat It
5. Billie Jean
6. P. Y. T. (Pretty Young Thing) (version non-finalisée)
7. Someone in the Dark (titre issu du livre audio E.T. the Extra-Terrestrial)
8. State of Shock (duo avec Mick Jagger)
9. Scared of the Moon (titre issu des sessions d'enregistrement de Thriller)
10. We Are the World (version non-finalisée, Michael Jackson chante ici seul)
11. We Are Here to Change the World (chanson extraite de Captain Eo)

### Disque 3
1. Bad
2. The Way You Make Me Feel
3. Man in the Mirror
4. I Just Can't Stop Loving You (en duo avec Siedah Garrett)
5. Dirty Diana
6. Smooth Criminal
7. Cheater (démo issu des sessions d'enregistrement de Bad)
8. Dangerous (version non-finalisée)
9. Monkey Business (titre issu des sessions d'enregistrement de Dangerous)[5]
10. Jam
11. Remember the Time
12. Black or White
13. Who Is It (IHS Mix)
14. Someone Put Your Hand Out (titre sorti par Pepsi lors de la promotion du Dangerous World Tour)

### Disque 4
1. You Are Not Alone (Extended Version)
2. Stranger in Moscow
3. Childhood (thème du film Sauvez Willy 2)
4. On the Line (titre inclus dans le coffret collector du moyen métrage Ghosts)
5. Blood on the Dance Floor
6. Fall Again (démo issue des sessions d'enregistrement d'Invincible)
7. In the Back (titre enregistré entre 1994 et 2004)
8. Unbreakable
9. You Rock My World
10. Butterflies
11. Beautiful Girl (démo enregistrée entre 1998 et 2004)
12. The Way You Love Me (titre enregistré entre 1998 et 2004)
13. We’ve Had Enough (titre issu des sessions d'enregistrement d'Invincible)

## Editions spéciales

### Titres bonus de l'édition japonaise limitée
| 11. | Blame It on the Boogie | Destiny | 3:34 |

| 6. | Human Nature | Thriller | 4:05 |

| 3.  | Another Part of Me | Bad       | 3:55 |
| 13. | Heal the World     | Dangerous | 6:25 |

| 12. | One More Chance | Number Ones | 3:49 |

### EditionSampler CD
| 1.  | I Want You Back                      | 2:58 |
| 2.  | Rock with You                        | 3:39 |
| 3.  | She's Out of My Life                 | 3:38 |
| 4.  | Wanna Be Startin' Somethin'          | 6:03 |
| 5.  | Billie Jean                          | 4:53 |
| 6.  | Scared of the Moon                   | 4:41 |
| 7.  | Bad                                  | 4:07 |
| 8.  | Man in the Mirror                    | 5:20 |
| 9.  | Cheater                              | 5:09 |
| 10. | You Are Not Alone (extended version) | 6:03 |
| 11. | Beautiful Girl                       | 4:03 |
| 12. | We've Had Enough                     | 5:45 |

## Certifications
| Pays              | Certification | Unités    |
| ----------------- | ------------- | --------- |
| États-Unis (RIAA) | Platine       | 1 000 000 |